# 1782 aux États-Unis
Pour des articles plus généraux, voir Chronologie des États-Unis et 1782.
Chronologie des États-Unis
- 1778
- 1779
- 1780
- 1781
- 1782
- 1783
- 1784
- 1785
- 1786

Cette page concerne des événements d'actualité qui se sont produits durant l'année 1782 du calendrier grégorien aux États-Unis.

## Gouvernement
- Second Congrès continental
- Congrès de la Confédération

## Événements
- 7 janvier : la première banque de dépôt américaine (Banque de l'Amérique du Nord) ouvre[1].
- 15 janvier : le ministre des finances Robert Morris va devant le Congrès des États-Unis pour recommander l'établissement de la United States Mint et d'une monnaie utilisant le système décimal.
- 25 - 26 janvier : bataille de Saint-Kitts.

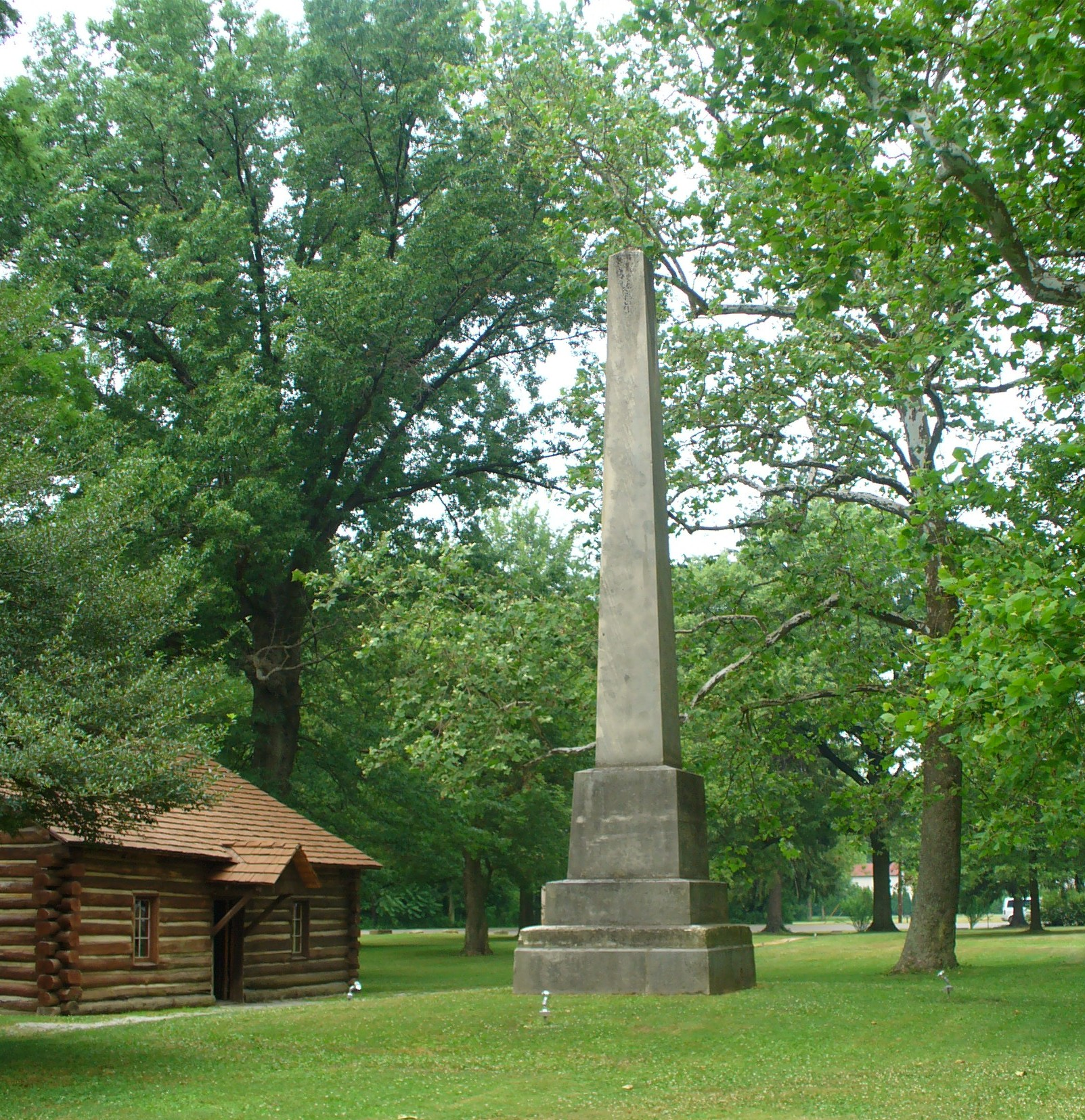
Monument commémorant le Massacre de Gnadenhütten.
Inscription: Here triumphed in death ninety Christian Indians, March 8, 1782.

- 8 mars : massacre de Gnadenhütten[2] : Dans l'Ohio, 96 indiens chrétiens de la tribu des Lenapes dont 60 femmes et enfants sont tués et scalpés par 160 miliciens venant de Pennsylvanie en représailles aux incursions effectuées par un autre groupe d'Indiens.
- 9 - 12 avril : bataille navale des Saintes. Victoire de Rodney au large des Saintes, qui sauve les Antilles britanniques. Cinq vaisseaux français, dont le navire amiral, doivent se rendre.
- 25 mai - 11 juin : échec de l'expédition Crawford sur la Sandusky[3].
- 11 juin : premier contact entre le banquier hollandais Nicolaas van Staphorst et John Adams[4]. Au cours de l'été, les deux hommes mènent des discussions pour un prêt aux États-Unis de cinq millions de florin, somme considérable en 1782.

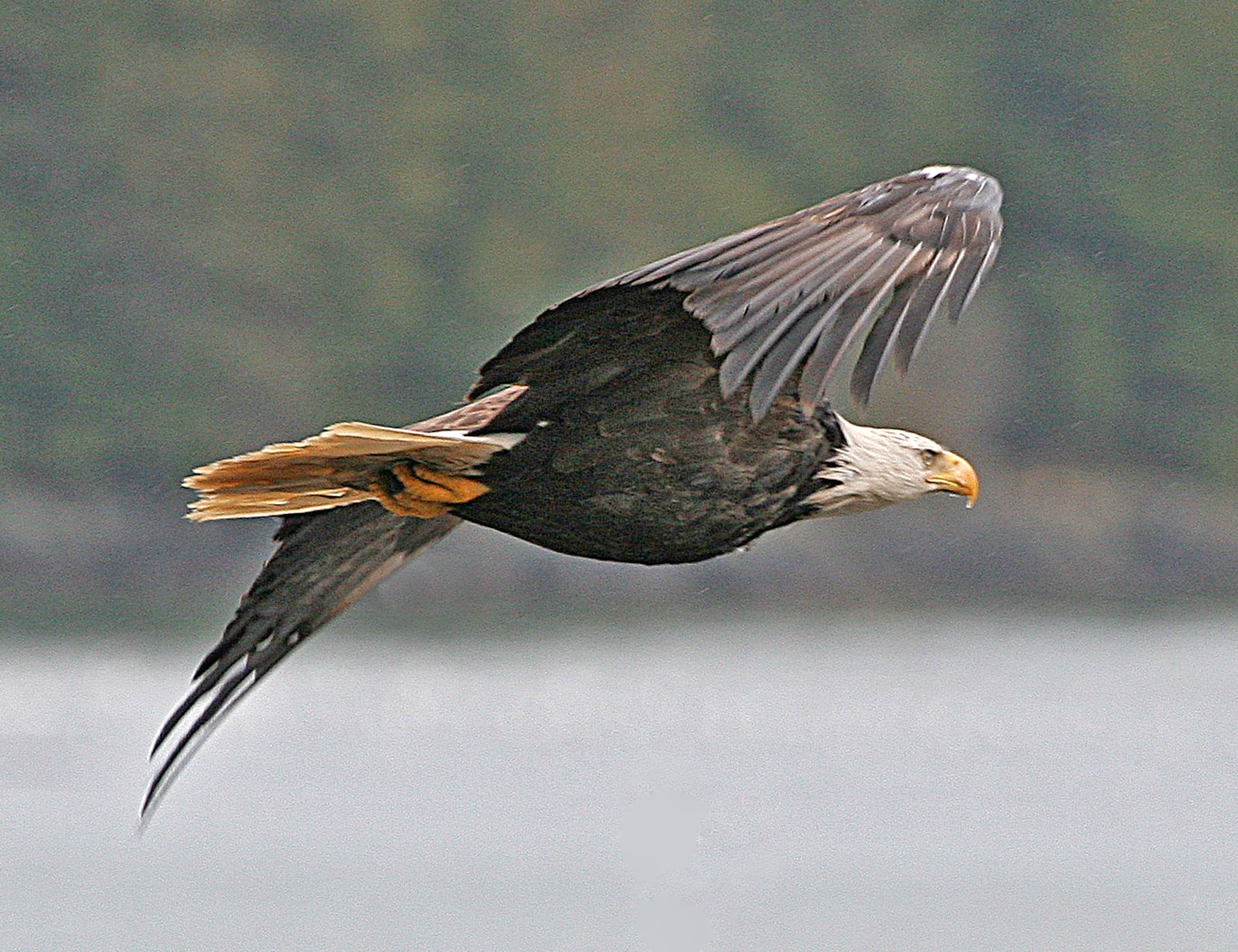
Pygargue à tête blanche

- 12 juin : le pygargue à tête blanche est choisi comme emblème des États-Unis d'Amérique.
- 20 juin : la conception du Grand sceau des États-Unis d'Amérique est acceptée par le Congrès des États-Unis.
- 1er juillet : des corsaires américains attaquent Lunenburg (Nouvelle-Écosse).

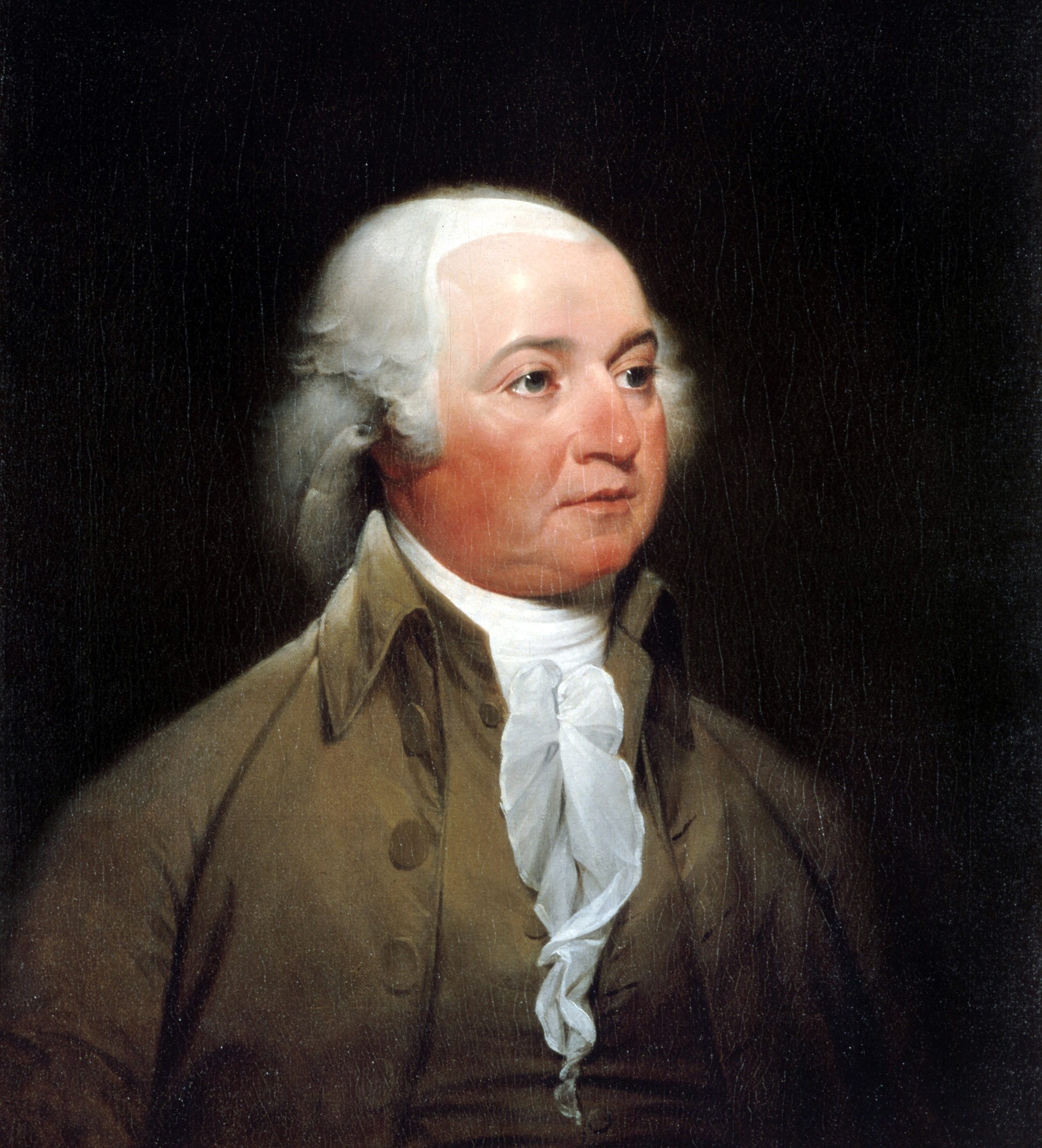
John Adams

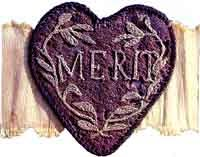
Badge of Military Merit

- 7 août : le Badge of Military Merit est créé sur l'ordre de George Washington, il récompensait les soldats ayant réalisé un acte très important au combat[5]. Franklin D. Roosevelt le restaurera sous le nom Purple Heart, le 22 février 1932.
- 16 septembre : le Grand sceau des États-Unis d'Amérique est utilisé pour la première fois pour confirmer les signatures sur un document qui autorise George Washington à négocier un échange de prisonniers.
- 4 novembre : Elias Boudinot est élu Président du Congrès continental.
- 30 novembre : signature de préliminaires de paix à Paris. Les Américains craignent le retour en force des Britanniques, qui conservent 30 000 hommes dans la région de New York, et qui pourrait exploiter la défaite française des Saintes. Ils soupçonnent par ailleurs Vergennes de vouloir faire passer la vallée de l’Ohio à l’Espagne. Exploitant à fond le succès de la bataille de Yorktown, Franklin et John Adams traitent séparément avec les Britanniques dès le 30 novembre.
- Le Chef Kamehameha Ier d'Hawaï gagne la commande de la partie nord de l'île d'Hawaï après la défaite de son cousin Kiwalaʻo.
- Accusé de corruption, le général James Wilkinson démissionne, devient Brigadier-général de la milice et député de Pennsylvanie puis déménage dans le District du Kentucky en 1784, où il réclame l'indépendance de la Virginie.

## Naissances
- 18 janvier : Daniel Webster (décès le 24 octobre 1852) fut l'un des hommes d'État américain les plus importants lors de la période qui précéda la Guerre de Sécession.
- 15 février : William Miller (décès le 20 décembre 1849) était un prédicateur baptiste américain.
- 18 mars : John Caldwell Calhoun né en Caroline du Sud et mort le 31 mars 1850 à Washington D.C.. Il est un important politicien américain durant la première moitié du XIXe siècle. Il est le premier vice-président des États-Unis d'Amérique à être né après l'indépendance américaine, donc citoyen américain.
- 5 décembre : Martin Van Buren, né à Kinderhook, dans l'État de New York – mort le 24 juillet 1862, dans sa ville natale. Il était un juriste et un homme politique américain, qui fut le huitième président des États-Unis. Il fut élu pour un mandat de 1837 à 1841, pour succéder à Andrew Jackson, dont il fut le vice-président, pendant le second mandat de celui-ci, de 1833 à 1836.

#### Articles généraux
- Chronologie de la révolution américaine
- Révolution américaine
- Guerre d'indépendance des États-Unis
- France dans la guerre d'indépendance des États-Unis
- Histoire des États-Unis de 1776 à 1865
- Évolution territoriale des États-Unis
- Liste des batailles de la Guerre d'indépendance américaine (1776-1783)

#### Articles sur l'année 1782 aux États-Unis
- Campagne franco-américaine aux États-Unis
- Expédition de la baie d'Hudson
- Expédition Crawford